# Reinhard Glöder
Reinhard Glöder (* 1945) ist ein deutscher Jazzmusiker (Kontrabass, Orchesterleitung, Arrangements) und Kabarettist, der auch in zwei Filmen von Helge Schneider aufgetreten ist.

## Leben und Wirken
Glöder, Sohn eines Musikers, lernte zunächst Blockflöte, später kamen Klavier und Cello hinzu. Im Alter von 14 Jahren spielte er Gitarre und Banjo in einer Dixieland-Band. Dann studierte er Klavier an der Musikhochschule Berlin und Kontrabass am Robert-Schumann-Institut Düsseldorf. Seit 1974 trat er mit der Fusionband Virgo auf, zu der zunächst Bobby Stern, Henryk Darlowski und Lothar Scharf gehörten. Mit dem Quartett spielte er auf dem Deutschen Jazzfestival und nahm zwei Alben auf; auch begleitete er das Golden Gate Quartet. Dann leitete er sein eigenes Quartett und zugleich als Lehrbeauftragter an der Universität Duisburg bis 1999 die Uni Big Band Duisburg, die unter seiner Leitung auch mit Dave Brubeck ein Album einspielte. Zudem spielte er in Gruppen von Theo Jörgensmann, Michael Sell, Eddy Marron und Peter Giger.
Von 1989 bis 1998 war Reinhard Glöder im Kabarett tätig; zusammen mit Achim Konejung erhielt er 1997 den Deutschen Kabarettpreis für das Programm Das Original Alptraum Duo – Live im Mutantenstall. Im Frühjahr 2009 tourte er mit Helge Schneider, mit dem er bereits zuvor tätig war (Da Humm). In Schneiders Film Texas – Doc Snyder hält die Welt in Atem spielte er einen Beerdigungsunternehmer; in 00 Schneider – Im Wendekreis der Eidechse trat er als Fotograf auf.
Glöder ist in mehreren Gruppen, etwa dem Sven Jungbeck Trio oder dem Quintett Monks Trumpf, tätig. Weiterhin ist er seit 1991 Lehrer für Kontrabass, E-Bass und Keyboard an der Städtischen Musikschule Dormagen und leitet die dortige Bigband.

## Diskographische Hinweise
- Virgo Four Seasons (mit Wilson de Oliveira, Henryk Darlowski, Clemens Schuster, 1977)
- Reinhard Glöder The Glasblower (mit Matthias Nadolny, Andy Lumpp, Jo Thönes, 1982)
- Uni-Duisburg-Big-Band (mit Bill Smith, Dave Brubeck, 1995)